# 2277 Moreau
2277 Moreau је астероид главног астероидног појаса чија средња удаљеност од Сунца износи 2,599 астрономских јединица (АЈ).
Апсолутна магнитуда астероида је 12,2.